# Ljubo Vučković
Ljubo Vučković (crnogorski: Љубо Вучковић; 1915. – 1976.) bio je crnogorski general-pukovnik, od 29. travnja 1955. do 16. lipnja 1961. bio je načelnik Generalštaba Jugoslavenske narodne armije.
Bio je časnik Vojske Kraljevine Jugoslavije. U NOB-u od 13. srpnja 1941. (dana ustanka crnogorskoga naroda protiv talijanske okupacije).
1945. zapovjednik 2. armije Jugoslavenske armije.
Ordenom narodnog heroja odlikovan je 1951. godine.